# Parabelj
 Ovo je glavno značenje pojma Parabelj. Za selo kod ušća ove rijeke pogledajte Parabelj (Tomska oblast).
Parabel (ruski:Парабель) je rijeka u Tomskoj oblasti u Rusiji.
Lijeva je pritoka rijeke Oba, u kojeg se ulijeva kod sela Parabelja. Velikim svojim dijelom teče kroz Vasjuganjsku močvaru .
Duga je 308 km. Površina njenog porječja je 25.500 km četvornih.
Rijeka nastaje sutokom dviju rijeka, Kenge i Čuzika. 
Zamrzava se u drugoj polovici listopada i ostaje pod ledom sve do konca travnja i početka svibnja.
Plovna je i važna je prometnica Parabeljskog rajona u Tomskoj oblasti.